# VI век до н. э.
VI (шесто́й) век до на́шей э́ры по пролептическому юлианскому календарю — век с 1 января 600 года до н. э. по 31 декабря 501 года до н. э. Это 5-й век 1-го тысячелетия до н. э. Ему предшествовал VII век до н. э., за ним следовал V век до н. э. Закончился 2525 лет назад.
Панини (Индия) создаёт грамматику санскрита (возможно, не в этом веке, а несколько позднее), старейшую из дошедших до нас грамматик.
На Ближнем Востоке в первой половине века господствует Халдейское, или Нововавилонское царство, которое в конце предыдущего века успешно восстало против Ассирии. В 586 году до н. э. прекращает существование Иудейское царство: вавилонская армия Навуходоносора II захватывает Иерусалим, и основная масса населения принудительно переселяется в другие страны. В 540-е годы до н. э. владычеству вавилонян на Ближнем Востоке кладёт конец Кир II Великий, основатель Персидской империи. Продолжая расширяться, его держава превращается в крупнейшее государство той эпохи.
В Европе железного века продолжается экспансия кельтов. В Китае — Период Вёсен и Осеней.

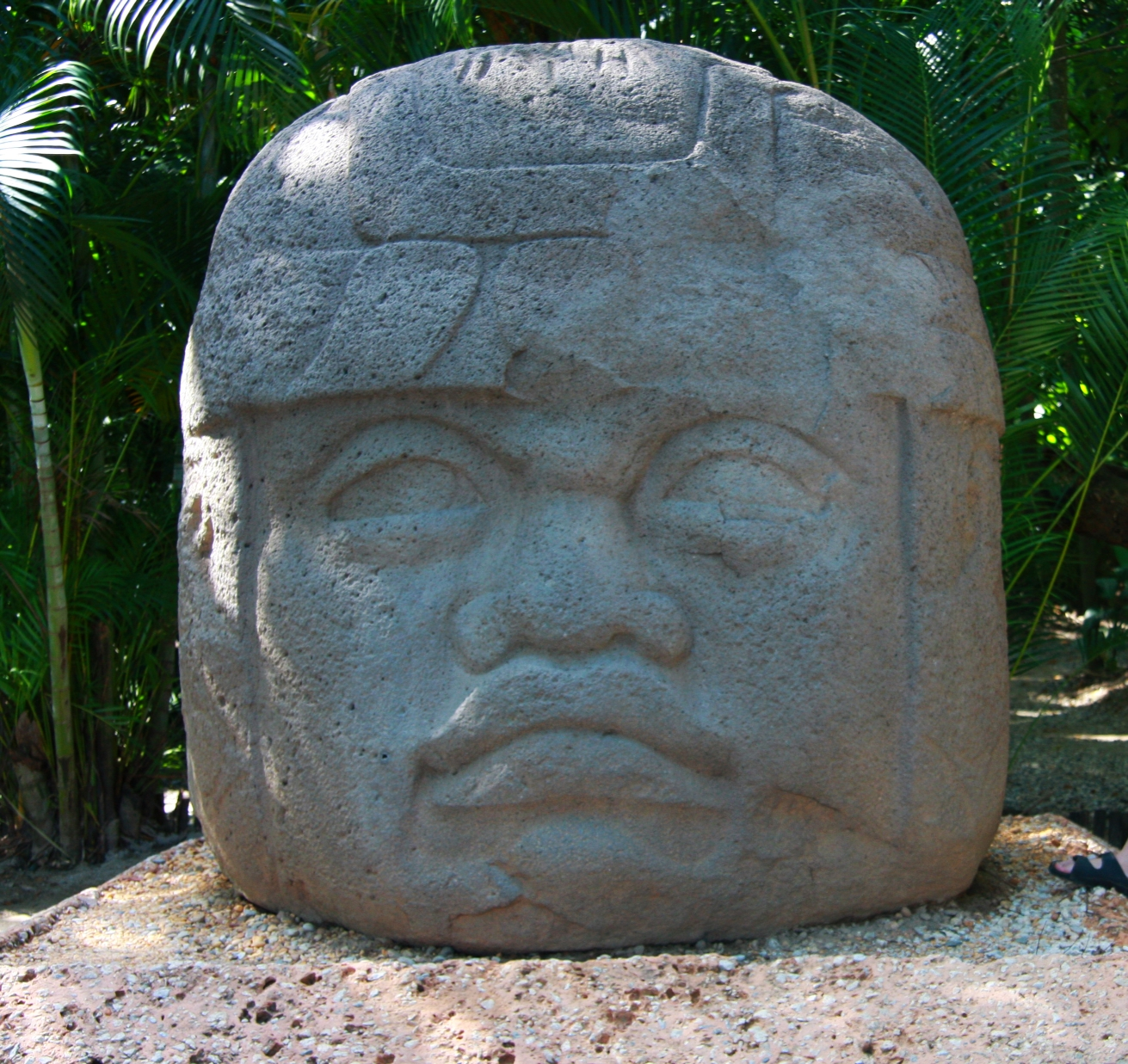
Гигантская каменная голова ольмеков из Ла-Венты

- Средиземноморье: возникает древнегреческая философия, расцвет которой приходится на V век до н. э.
- Поздняя Гальштатская культура в Восточной и Центральной Европе, поздний бронзовый век в Северной Европе.
- Восточная Азия: Период Чуньцю. Китайская философия приобретает характер ортодоксии в Китае. Процветают конфуцианство, легизм и моизм. Лао-цзы основывает даосизм.
- Ближний Восток: эпоха Вавилонского пленения древних евреев. Возникновение Персидской империи. Заратустра становится основателем зороастризма — учения в русле философского дуализма.
- Древняя Индия: Будда Шакьямуни и Махавира становятся основателями буддизма и джайнизма.
- Закат цивилизации ольмеков в Америке.

## Правители
- Древний Рим: Луций Тарквиний Приск, Сервий Туллий, Луций Тарквиний Гордый.
- Спарта: (из династии Агидов) Лев, Анаксандрид II, Клеомен I (520—491); (из династии Эврипонтидов) Агасикл, Аристон, Демарат (около 515—491).
- Македония: Аероп I, Алкет, Аминта I.
- Карфаген: Малх, Магон I.
- Кирена: Аркесилай I, Батт II, Аркесилай II, Леарх, Батт III, Аркесилай III, Батт IV.
- Гела: Клеандр (505—498).
- Древний Египет: Нехо II, Псамметих II, Априй, Амасис II, Псамметих III. 525 год — завоевание Египта персами.
- Иудейское царство: Иоаким, Иехония, Седекия.
- Тир: Итобаал III, Баал II, Йакнибаал, Хельбес, Аббар, Маттан III, Гер-Аштари, Балеазар III, Махар-баал, Хирам III.
- Урарту: Руса III, Руса IV.
- Лидия: Алиатт, Крёз.
- Вавилон: Навуходоносор II, Амель-Мардук, Нергал-шар-уцур, Лабаши-Мардук, Набонид, Бел-шарр-уцур, Навуходоносор III, Навуходоносор IV.
- Мидия: Увахшатра (625—585), Иштувегу (585—550).
- Персия: Кир I, Камбиз II, цари Персии Кир II (559—530), Камбиз II (530—522), Дарий I (522—486).
- Армения: Ерванд I Сакавакяц (570—560), Тигран I Ервандид (560—535), Ваагн Ервандид (530—515), Гидарн I (конец VI века до н. э.)
- Саба: Самхуалайа Зарих, Карибиил Ватар II, Илшараб I, Йадаил Баййин II, Йакрумбалик Ватар, Йасамар Баййин II (около 525—495).
- Магадха: Кшатрауджас, Бимбисара (544—491).
- Китай:
  - Чжоу: Дин-ван (606—586), Цзянь-ван (585—572), Лин-ван (571—545), Цзин-ван (544—521), Дао-ван (520), Цзин-ван (519—476).
  - Чу: Гун-ван (590—560), Кан-ван (559—545), Цзя Ао (544—541), Лин-ван (540—528), Пин-ван (527—516), Чжао-ван (515—489).
  - У: Цюй-ци, Шоу-мэн (585—561), Чжу-фань (560—548), Юй-цзи (547—531), Юй-мэн (530—527), Ляо-ван (526—515), Хэ-лу (514—496).
- Япония:
  - I век (традиционно 581—549 годы до н. э.) — 2-й император Японии Суйдзэй.
  - I век (традиционно 549—511 годы до н. э.) — 3-й император Японии Аннэй.
  - I век (традиционно 510—477 годы до н. э.) — 4-й император Японии Итоку.

## Важные персоны
- См. Список глав государств в 501 году до н.э.
- Легендарный древнегреческий баснописец Эзоп;
- Кир Великий;
- Фалес Милетский;
- Древнегреческий философ и математик Пифагор;
- Пророки Иеремия и Иезекииль.